# Penstemon filiformis
Penstemon filiformis är en grobladsväxtart som först beskrevs av Karl Keck, och fick sitt nu gällande namn av Karl Keck. Penstemon filiformis ingår i släktet penstemoner, och familjen grobladsväxter. Inga underarter finns listade i Catalogue of Life.